# اسدالله معظمی
اسدالله معظمی از سیاستمداران ایرانی بود، که در دوره‌  بیستم بعنوان نماینده گلپایگان در مجلس شورای ملی حضور داشت.
کفیل موسسه انحصار دولتی تریاک اصفهان بود